# Хмельницкая АЭС
Хмельни́цкая АЭС (ХАЭС, укр. Хмельницька атомна електростанція, ХАЕС) — украинская атомная электростанция, расположенная в городе Нетешин (Хмельницкая область Украины возле реки Горынь). Согласно НАЭК «Энергоатом», основное назначение станции — покрытие дефицита электрических мощностей в Западном регионе Украины.

## Описание

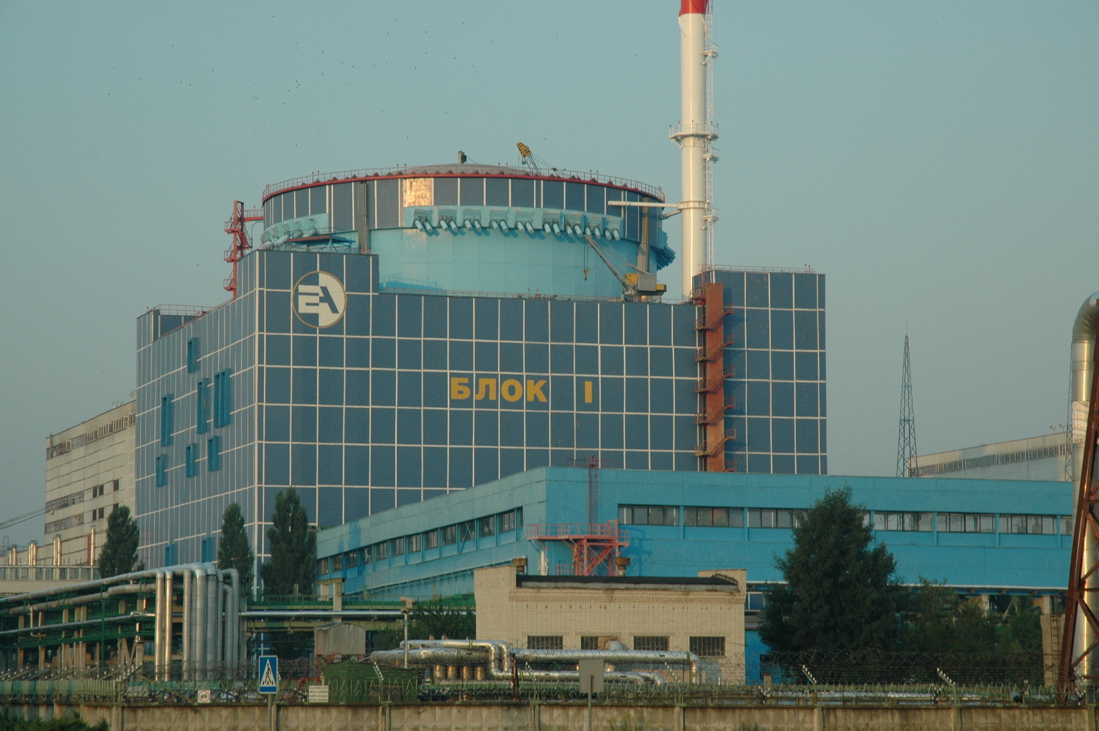
Энергоблок 1

Каждый энергоблок АЭС состоит из ядерной паропроизводящей установки на базе реактора ВВЭР-1000, турбоустановки электрической мощностью 1 млн кВт (1ГВт), береговой насосной станции для оборотного водоснабжения турбоустановки, и трёх резервных дизельных электростанций для обеспечения работы блока при отказе электрообеспечения системы.
Элементы ядерной паропроизводящей установки, для исключения выбросов в окружающую среду при возможных авариях, помещены в герметичную оболочку из предварительно-напряжённого железобетона. Энергоблоки имеют три канала безопасности, каждый из которых обеспечивает перевод реакторной установки в безопасное состояние при возможных нарушениях режима работы. В качестве топлива используется слабообогащенная двуокись урана в виде тепловыделяющих сборок. Общий вес сборок одной топливной загрузки около 75 тонн. Управление реактором, оборудованием турбоустановки и вспомогательных систем производится с помощью автоматизированной системы управления технологическими процессами.
Хмельницкая АЭС ежегодно производила около 15 млрд кВт·ч, или 9 % электроэнергии, вырабатываемой на АЭС Украины.

## История строительства и эксплуатации
В 1979 году в Москве состоялось заседание исполнительного комитета СЭВ, где обсуждались, в частности, проекты общего соглашения о сотрудничестве в постройке ХАЭС и соглашение о сотрудничестве по строительству и эксплуатации линии электропередач на 750 кВ «Хмельницкая АЭС (СССР) — Жешув (Польша)» и подстанции Жешув. По проекту АЭС должна была состоять из четырёх блоков общей мощностью 4000 МВт, с энергоблоками, оснащёнными серийными реакторами ВВЭР-1000.
Строительство электростанции было начато в 1981 году. В конце 1987 года был введён в эксплуатацию первый блок, и тогда же были подготовлены площадки для трёх других блоков. Второй энергоблок начали строить в 1983 году, его пуск планировался в конце 1991 года.
В 1990 году Верховная Рада Украины объявила мораторий на строительство новых АЭС, во время действия которого на Хмельницкой станции были смонтированы основные технологические узлы и подготовлен персонал для работы на втором блоке.
Сооружение Хмельницкого-2 возобновили в 1993 году, из-за недостаточного финансирования строительные работы шли медленно. но начиная с середины 2002 года стройка значительно ускорилась.
25 июля 1996 года произошёл аварийный выброс радиоактивного пара в помещения станции. Как минимум один работник станции погиб. Выброс радиоактивных материалов в окружающую среду зафиксирован не был.
В июле 2004 года состоялся физический, а 7 августа того же года — энергетический пуск 2-го энергоблока ХАЭС.
7 сентября 2005 года Государственная приёмная комиссия подписала акт о введении второго блока ХАЭС в промышленную эксплуатацию.
В 2023 году компания Энергоатом подписала соглашение с Westinghouse Electric Company об оборудовании для Хмельницкой АЭС.

### 3-й и 4-й энергоблоки
30 апреля 2010 года на встрече премьер-министров России и Украины было принято решение о сотрудничестве «Росатома» и Минтопэнерго Украины в постройке третьего и четвёртого энергоблоков ХАЭС; предполагалось, что строительство будет вести ЗАО «Атомстройэкспорт».
16 сентября 2015 года президент Украины П. Порошенко подписал законы о прекращении сотрудничества с Россией в строительстве энергоблоков Хмельницкой АЭС.
26 июля 2018 года Кабинет министров Украины одобрил технико-экономическое обоснование строительства 3-го и 4-го энергоблоков ХАЭС общей стоимостью 72,342 млрд гривен (в ценах на 5 мая 2017 года), в том числе стоимость оборудования 46,3 млрд гривен, стоимость первой загрузки топлива 4,471 млрд гривен. Планируется установка реакторов ВВЭР-1000 производства чешской компании Škoda LS (принадлежит российскому холдингу «Объединённые машиностроительные заводы»). Планируемая суммарная установленная электрическая мощность этих двух энергоблоков должна составить 2,094 ГВт. Предусматривается установка турбин от компании «Турбоатом» и генераторов производства «Электротяжмаша» (оба предприятия — украинские, расположены в городе Харьков). Продолжительность строительства составит ориентировочно около семи лет. Вместо ранее планировавшихся реакторов ВВЭР-1000/392Б с повышенным уровнем сейсмобезопасности будут поставлены более старые ВВЭР-1000/320.

### Остановки АЭС
27 сентября  2019 года в 00:13 2-й энергоблок АЭС был отключён «для проведения среднего планово-предупредительного ремонта продолжительностью 52 суток». Первый энергоблок был отключён 307 днями ранее (3 апреля), в результате аварии электрогенератора из-за халатности.
11 ноября 2019 энергоблок №2 вновь поставляет электроэнергию в сеть.

## ЛЭП Жешув-Хмельницкая АЭС

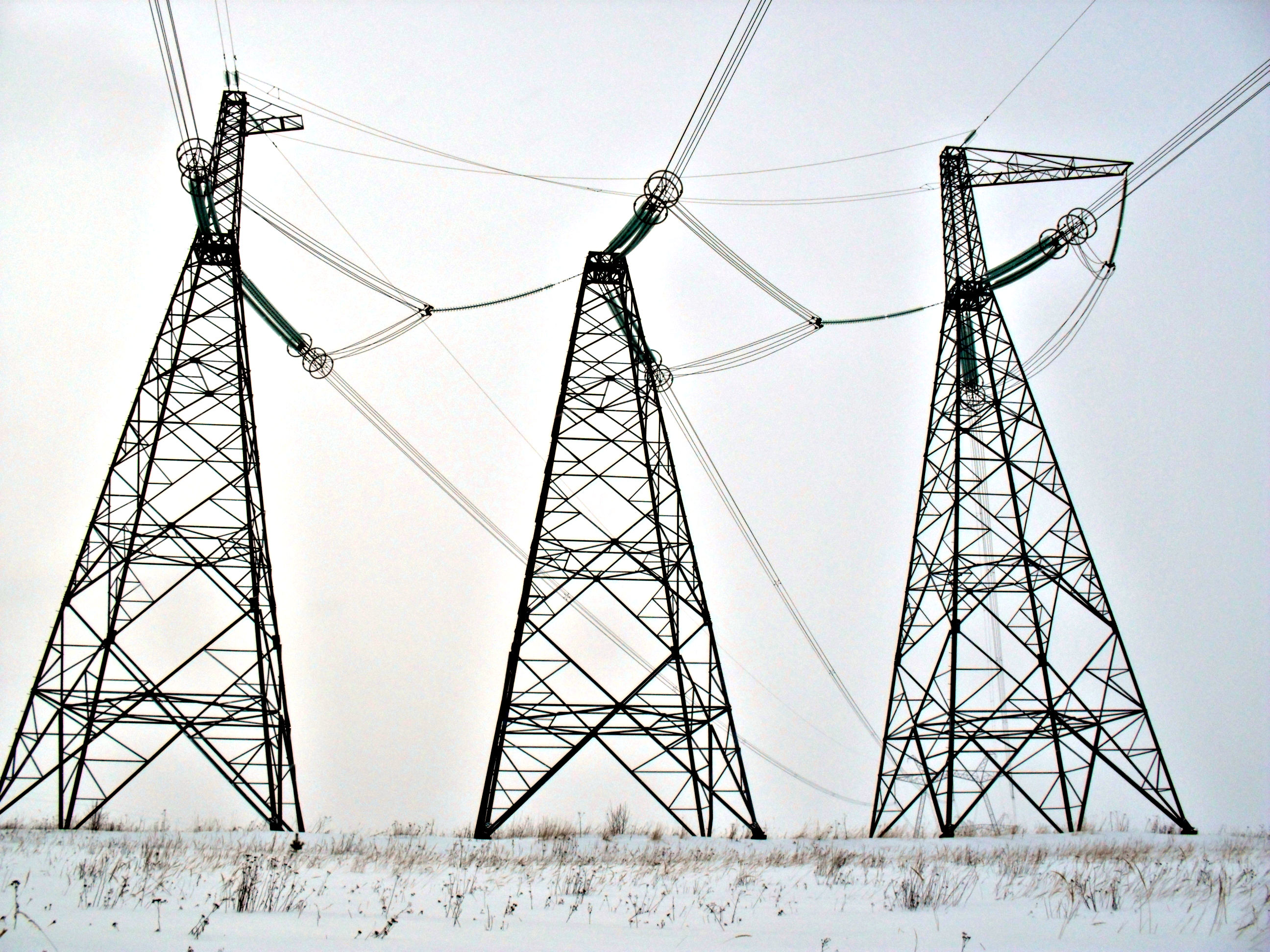
Отдельностоящие поворотные (анкерные) опоры ЛЭП 750 кВ Жешув-Хмельницкий

ЛЭП имеет длину 395 км, из которых 281 км проходят по территории Украины и 114 км по Польше. Линия соединяет подстанцию Виделка) около Жешува в Польше с Хмельницкой АЭС. ЛЭП переменного тока напряжением 750 кВ может передавать до 1300 МВт.

## Энергоблоки
| Энергоблок    | Тип установки | Мощность | Мощность | Начало строительства | Подключение к сети                                      | Ввод в эксплуатацию                                     | Проектная дата окончания срока эксплуатации    |
| Энергоблок    | Тип установки | Чистый   | Брутто   | Начало строительства | Подключение к сети                                      | Ввод в эксплуатацию                                     | Проектная дата окончания срока эксплуатации    |
| ------------- | ------------- | -------- | -------- | -------------------- | ------------------------------------------------------- | ------------------------------------------------------- | ---------------------------------------------- |
| Хмельницкий-1 | ВВЭР-1000/320 | 950 МВт  | 1000 МВт | 01.11.1981           | 31.12.1987                                              | 13.08.1988                                              | 13.12.2018, выполняются работы по продлению СЭ |
| Хмельницкий-2 | ВВЭР-1000/320 | 950 МВт  | 1000 МВт | 01.02.1985           | 07.08.2004                                              | 07.12.2005                                              | 07.09.2035, планируются работы по продлению СЭ |
| Хмельницкий-3 | ВВЭР-1000/320 | 950 МВт  | 1000 МВт | 01.03.1986           | планируется к достройке, на 2024 год достроен на 75%    | планируется к достройке, на 2024 год достроен на 75%    |                                                |
| Хмельницкий-4 | ВВЭР-1000/320 | 950 МВт  | 1000 МВт | 01.02.1987           | планируется к достройке, на 2024 год достроен на 28%    | планируется к достройке, на 2024 год достроен на 28%    |                                                |
| Хмельницкий-5 | AP1000        | 1050 МВт | 1100 МВт | 11.04.2024           | ввод не раньше 2032, на 2024 год началось строительство | ввод не раньше 2032, на 2024 год началось строительство |                                                |
| Хмельницкий-6 | AP1000        | 1050 МВт | 1100 МВт | 11.04.2024           | ввод не раньше 2032, на 2024 год началось строительство | ввод не раньше 2032, на 2024 год началось строительство |                                                |